# Eyes Open (canción)
«Eyes Open» es una canción escrita y grabada por la cantante y compositora estadounidense Taylor Swift del álbum The Hunger Games: Songs from District 12 and Beyond, aunque no fue incluida finalmente en la película. Producida por Swift y Nathan Chapman, fue lanzada como el primer sencillo del álbum y fue enviada a la radio mainstream el 27 de marzo de 2012. Un video musical consistente en animación con la letra de la canción fue lanzado en Vevo en mayo de 2012.

## Antecedentes
La canción era una de las dos canciones que Swift escribió y grabó para la banda sonora de la película, Los juegos del hambre, que vendría siendo su segunda canción la otra fue "Safe & Sound". Swift estrenó por primera vez la canción durante una actuación en Auckland para su tour Speak Now World Tour, antes de lanzarse la canción que ella dijo: "Estoy muy emocionada por ello ... pero, quiero decir, no creo que me meteré en problemas si he interpretado la canción hoy Probablemente no, ¿verdad?" La canción se filtró antes de su fecha de lanzamiento oficial que fue el 20 de marzo de 2012. Con un vídeo musical integra como un video de letra fue lanzado el 17 de mayo de 2012 en la cuenta de SwiftVevo. El vídeo consiste en una animación de la lírica.

## Regrabación
El día 16 de marzo de 2023, Swift anunció vía Instagram Stories que la regrabación de Eyes Open, acompañada de Safe & Sound (Taylor's Version), If This Was A Movie (Taylor's Version) y una nueva canción anteriormente descartada de su álbum de 2019  Lover titulada "All Of The Girls You Loved Before" serían lanzadas oficialmente a la medianoche del 17 de marzo del mismo año. Luego de su disputa de los álbumes de la cantante.